# Vlag van Maartensdijk

Vlag van de gemeente Maartensdijk (1969-2001)

Vlag van Maartensdijk
(onofficieel)

De vlag van Maartensdijk is op 8 januari 1969 bij raadsbesluit vastgesteld als de gemeentevlag van de Utrechtse gemeente Maartensdijk. De vlag kan als volgt worden beschreven:
Golvend rechtsgeschuind van geel en blauw, met boven in het geel het gemeentewapenschild.
Het ontwerp was van de gemeenteraad en de Hoge Raad van Adel. De kleuren van de vlag zijn ontleend aan het gemeentewapen. De deling van de vlag symboliseert de deling van de mantel van Sint Maarten, naar wie de gemeente is vernoemd. Deze handeling is ook te zien in het gemeentewapen. Volgens Sierksma was het wapen uitsluitend in de versie van de vlag die voor officieel gebruik was bestemd aanwezig.
Op 1 januari 2001 is Maartensdijk opgegaan in de gemeente De Bilt. De vlag is daardoor als gemeentevlag komen te vervallen.

## Voorgaande vlag
Volgens Sierksma werd in 1962 de volgende vlag onofficieel gebruikt:
Twee banen van gelijke hoogte van geel en blauw.

## Verwante afbeelding

Het wapen van Maartensdijk

Amerongen 
· Benschop 
· Breukelen 
· Doorn 
· Driebergen-Rijsenburg 
· Harmelen 
· Jutphaas 
· Kamerik 
· Kockengen 
· Leersum 
· Linschoten 
· Loenen 
· Loosdrecht 
· Maarn 
· Maarssen 
· Maartensdijk 
· Mijdrecht 
· Polsbroek 
· Snelrewaard 
· Stoutenburg 
· Vianen 
· Vinkeveen en Waverveen 
· Vleuten-De Meern 
· Vreeswijk 
· Wilnis 
· Zegveld 
· Zuilen
1. 1 2  Kl. Sierksma: Met wapen en vlag tussen Vecht en Eem